# Dominique Youfeigane
Dominique Youfeigane (* 7. Februar 2000 in Saint-Maurice) ist ein zentralafrikanisch-französischer Fußballtorwart.

## Karriere

### Verein
Youfeigane begann seine fußballerische Ausbildung 2006 beim Champigny 94 FC. Nach neun Jahren wechselte er in die Jugendakademie von EA Guingamp. Dort kam er 2017/18 bereits zu seinen ersten Einsätzen für die fünftklassige Zweitmannschaft. Nach weiteren Einsätzen in jenem Team und auch noch in der U19-Mannschaft stand er in der Saison 2019/20 die ersten Male im Kader der Ligue-2-Mannschaft. Auch 2020/21 stand er dort schon im Kader, kam aber nur zu Einsätzen in der National 2 für die zweite Auswahl. Am 16. Spieltag der Folgesaison stand er gegen den FC Pau bei einer 0:2-Niederlage die vollen 90 Minuten zwischen den Pfosten und debütierte somit für die Profis. Insgesamt spielte er in der Spielzeit 2021/22 fünf Spiele, in denen er den Stammtorwart Enzo Basilio vertrat und zweimal ohne Gegentor blieb. In der Saison 2022/23 kam Youfeigane auf drei Ligaspiele.
Im Sommer 2023 wechselte er zum Erstligisten FC Lorient, wo er einen Ein-Jahres-Vertrag unterschrieb.

### Nationalmannschaft
Im Jahr 2018 spielte Youfeigane zunächst noch für französische Juniorenauswahlen. Am 23. März 2023 kam er in der Afrika-Cup-Qualifikation zu seinem Debüt, als er gegen Madagaskar bei einem 3:0-Sieg direkt ohne Gegentor blieb.